# Eudactylinodes uncinata
Eudactylinodes uncinata är en kräftdjursart. Eudactylinodes uncinata ingår i släktet Eudactylinodes och familjen Eudactylinidae. Inga underarter finns listade i Catalogue of Life.